# Hintelestal
Das Hintelestal ist ein nördliches Seitental der Donau bei Kolbingen im Landkreis Tuttlingen. 

## Lage
Das Tal liegt im Naturraum Baaralb, Oberes Donautal und Hohe Schwabenalb und findet sich etwa 1,5 Kilometer südöstlich von Kolbingen im Landkreis Tuttlingen.

## Schutzgebiet

### Kenndaten
Das Tal wurde per Verordnung am 1. Oktober 1937 als Naturschutzgebiet ausgewiesen und hat eine Fläche von 19,1 Hektar. Es wird unter der Schutzgebietsnummer 3.081 beim Regierungspräsidium Freiburg geführt und ist in die IUCN-Kategorie IV eingeordnet. Der CDDA-Code lautet 81881 und entspricht zugleich der WDPA-ID.
Das Schutzgebiet wurde von ursprünglich im Jahr 1937 ausgewiesenen 50 Hektar Fläche per Verordnung vom 20. Dezember 1989 auf die heutige Fläche verkleinert und setzt sich seitdem weiter südlich des Hintelestals als Naturschutzgebiet Buchhalde-Oberes Donautal (NSG 3.171) fort.

### Flora und Fauna
Das Schutzgebiet mit steilen, stellenweise felsigen Talhängen, bestockt mit Hangbuchen- und Schluchtwäldern, ist bekannt für umfangreiche Bestände der auch Märzenbecher genannte Frühlingsknotenblume. Im weiteren Verlauf des Jahres blühen hier unter anderem der Hohle Lerchensporn und das Wilde Silberblatt. 